# Aller vers le soleil
Pour plus de détails, voir Fiche technique et Distribution.
Aller vers le soleil (Güneşe Yolculuk) est un film turc réalisé par Yeşim Ustaoğlu, sorti en 1999.
Il est présenté en sélection officielle à la Berlinale 1999.

## Synopsis
Mehmet est un jeune Turc de la région de Tire, près d'Izmir, venu travailler à la voirie d'Istanbul. Grâce à son ouïe très fine et à l'aide d'un outil que peu savent utiliser, il est capable de repérer n'importe quelle fuite d'eau.
Un soir, en rentrant d'un café où il venu regarder un match de football, il fait la connaissance de Berzan. Celui-ci est un vrai patriote kurde, qui a dû quitter de force son village, évacué par l'armée turque. Il rêve pourtant d'y retourner. En attendant des temps plus cléments, il enchaîne les petits boulots, tout en contribuant selon ses moyens à la lutte nationale kurde : manifestations, soutien aux grèves de la faim, vente de cassettes de musique kurde, activités de courrier. Mehmet, lui, ne s'est jamais intéressé à la politique, et n'a même aucune idée de ce qui se passe dans ce que les médias appellent le « sud-est anatolien ».
Quelques jours plus tard, alors qu'il rentre chez lui en dolmuş, Mehmet est contrôlé par la police. Il se trouve qu'un autre passager a abandonné un sac contenant un pistolet à côté de lui. Mehmet est suspecté et emmené au commissariat. Là, les policiers trouvent dans sa veste une cassette de musique kurde que lui avait offert Berzan. Il est désormais soupçonné d'être un « terroriste » kurde.
Faute de preuve, Mehmet est libéré au bout d'une semaine. Mais sa vie a désormais changé. Ses colocataires, craignant les ennuis, le prient de quitter le logement commun. Il perd aussi son emploi à la municipalité. Dans l'immense métropole, il ne peut compter que sur deux personnes : sa petite amie Arzu, qui travaille dans une blanchisserie, et son ami Berzan. Grâce aux réseaux des patriotes kurdes, Berzan trouve rapidement un nouvel emploi à son jeune ami turc, en tant que gardien dans un garage où il pourra aussi loger.
Quelque temps plus tard, Berzan est tué d'une balle perdue au cours d'une manifestation chargée par la police. Constatant que personne ne s'en charge, Mehmet décide de rapatrier le corps de son ami jusqu'au village où il rêvait de retourner un jour. Commence alors pour le jeune Turc un long voyage vers ce « sud-est anatolien » dont il ignore tout.

## Fiche technique
- Titre original : Güneşe Yolculuk
- Titre français : Aller vers le soleil
- Réalisation et scénario : Yeşim Ustaoğlu
- Pays d'origine : Turquie
- Format : Couleurs - 35 mm
- Genre : drame
- Durée : 104 minutes
- Dates de sortie :
  - Allemagne : 16 février 1999 (Berlinale 1999)
  - France : 7 juillet 1999

## Distribution
- Nazmî Kirik : Berzan
- Newroz Baz : Mehmet
- Mizgin Kapazan : Arzu
- Ara Güler : Süleyman Bey

## Autour du film
La musique du film est composée en grande partie d'extraits de la cassette Dergûș (Berceau) du groupe Koma Amed, sortie la même année. C'est aussi cette cassette que la police trouve dans la veste de Mehmet. On voit encore l'affiche du groupe dans le dépôt de Berzan. La cassette a été vendue à plus de 400 000 exemplaires.